# Херхвајлер
Херхвајлер (њем. Herchweiler) општина је у њемачкој савезној држави Рајна-Палатинат. Једно је од 98 општинских средишта округа Кузел. Према процјени из 2010. у општини је живјело 568 становника. Посједује регионалну шифру (AGS) 7336039.

## Географски и демографски подаци
Херхвајлер се налази у савезној држави Рајна-Палатинат у округу Кузел. Општина се налази на надморској висини од 338 метара. Површина општине износи 2,8 km². У самом мјесту је, према процјени из 2010. године, живјело 568 становника. Просјечна густина становништва износи 199 становника/km².